# Benton Flippen
Pour les articles homonymes, voir Flippen.
Benton Flippen, né James Benton Flippen le 18 juillet 1920 et décédé le 28 juin 2011, fut le dernier membre en activité d'un groupe de violoneux de old-time music, originaires du comté de Surry, en Caroline du Nord, dont le style s'était forgé dans les années 1930 et 1940, et qui comprenait Fred Cockeram, Kyle Creed (en), Tommy Jarrell (en) et Earnest East (en).

## Biographie
Benton Flippen était le fils de Samuel Flippen et de Luticia Williams Flippen, un couple de fermiers, dont la famille comprenait huit enfants. Il avait quatre frères : Elder Sam Flippen, Elder Grover Flippen, Elder Roy Flippen et Claude Flippen. Et trois sœurs : Ada Tolbert, Roxie Tolbert et Gracie Tolbert. Il avait épousé Hallie Lois Arrington Flippen qui décéda avant lui. Benton Flippen avait fait carrière en tant qu'employé de la « Ballston Knitting Company » et il était membre de la « Old Orchard Primitive Baptist Church ».
Benton Flippen apprit à jouer de la old-time music très jeune car son père, ses oncles et ses frères étaient musiciens eux aussi. Son père était un banjoïste accompli, et il commença à jouer du banjo à l'âge de treize ans. Mais il apprit le violon, vers l'âge de dix-huit ans, de son oncle John Flippen et commença vite à jouer avec les orchestres de la région comme Glen McPeak and The Green Valley Boys qui comprenait Glenn McPeak, Esker Hutchins et Leak Caudill et avec lesquels il se produisit, à partir de 1948 sur les ondes de la radio WPAQ (en). Esker Hutchins eut une grande influence sur le développement de son style, même s'il apprit aussi des violoneux, comme Arthur Smith ou Tommy Jackson qu'il écoutait à la radio. John Ashby, Kenny Baker (musicien), Rafe Brady, Frank Jenkins, Tommy Magness, Wade Maine, Earl Scruggs, Chubby Wise (en) eurent aussi un rôle dans l'évolution de son style musical.
À la fin des années 1960, il fut invité à tenir le violon et le banjo dans le groupe The Camp Creek Boys quand Fred Cockerham (en) s'en retira. Dans les années 1970, et jusqu'en 1985 quand ils se séparèrent, il se produisit, gagna de nombreux concours de violon, et enregistra avec les Smokey Valley Boys.
À la fin des années 1990, Benton Flippen ressuscita les Smokey Valley Boys qui comprirent alors Frank Bodie (chant et guitare acoustique), son petit-fils William Benton (guitare acoustique), ses élèves Andy Edmonds (banjo) et Paul Brown (banjo), et Verlen Clifton (mandoline). Il se produisit notamment avec eux :
En 2005 dans le cadre de la série de concerts « Homegrown Concert Series » encouragés par le American Folklife Center (en).
En 2010, au festival « Mayberry Days » de Mount Airy.

## L’œuvre

### Compositions
Benton Flippen est l'auteur de plusieurs morceaux de violon dont:
- Benton’s Dream.
- Haystack Hoedown.
- Sally in the Turnip Patch.
- Flippen’s Waltz.
- Benton’s Haystack Blues.

### Albums
Benton Flippen a publié les albums suivants :
- 1972 - The Smokey Valley Boys (Heritage)

- 1997 - Smokey Valley Boys (Easterwood Recordings)

## Prix et distinctions
En 1990, Benton Flippen fut honoré par la remise d'une North Carolina Folk Heritage Award.